# Kniaz Suvorov (couraçado)
O Kniaz Suvorov (Князь Суворов) foi um couraçado pré-dreadnought operado pela Marinha Imperial Russa e a quarta embarcação da Classe Borodino, depois do Borodino, Imperator Alexandr III e Oryol, e seguido pelo Slava. Sua construção começou no Estaleiro do Báltico em São Petersburgo em setembro de 1901 e foi lançado ao mar em setembro de 1902, sendo comissionado em setembro de 1904. Era armado com uma bateria principal composta por quatro canhões de 305 milímetros montados em duas torres de artilharia duplas, possuía um deslocamento normal de mais de catorze mil toneladas e alcançava uma velocidade máxima de dezoito nós (33 quilômetros por hora).
O projeto do Kniaz Suvorov foi inspirado pelo Tsesarevich e elefoi completado alguns meses depois do início da Guerra Russo-Japonesa. Foi designado para a Segunda Esquadra do Pacífico como a capitânia do vice-almirante Zinovi Rozhestvenski, sendo enviado meses depois para o Extremo Oriente com o objetivo de quebrar o bloqueio japonês de Porto Artur. Entretanto, este foi tomado antes da chegada da esquadra e seu destino foi mudado para Vladivostok. Os russos foram interceptados no meio do caminho pela Frota Combinada japonesa e o Kniaz Suvorov foi afundado durante a Batalha de Tsushima em 27 de maio de 1905 depois de ser alvejado e torpedeado várias vezes.

## Características

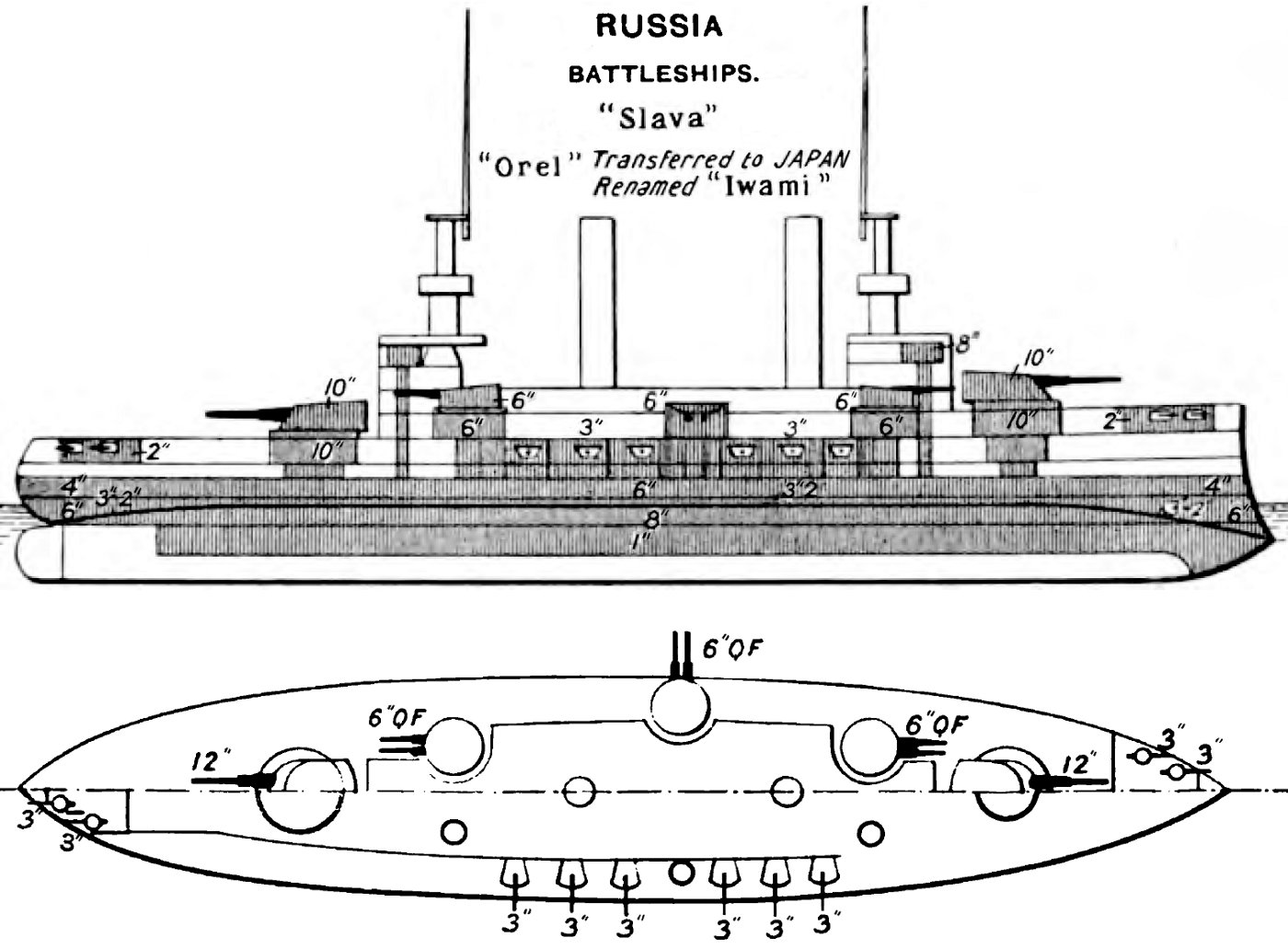
Desenho da Classe Borodino

A Classe Borodino foi baseada no projeto do predecessor Tsesarevich, que tinha sido construído na França, mas modificados para se adequarem aos equipamentos e práticas russas. Foram construídos sob o programa de construção naval de 1898 "para a necessidade do Extremo Oriente" com o objetivo de concentrar dez couraçados no Oceano Pacífico.
O Kniaz Suvorov tinha 121,1 metros de comprimento de fora a fora, uma boca de 23,2 metros e um calado de 8,9 metros. Seu deslocamento normal era de 14 646 toneladas, aproximadamente novecentas toneladas a mais do que seu deslocamento projetado de 13 733 toneladas. Seu sistema de propulsão era composto por vinte caldeiras a carvão Belleville que alimentavam dois motores verticais de tripla-expansão com quatro cilindros, cada um girando uma hélice. Tinha uma potência indicada de dezesseis mil cavalos-vapor (11,8 mil quilowatts) para uma velocidade máxima de dezoito nós (33 quilômetros por hora), mas durante seus testes marítimos só conseguiu alcançar 17,5 nós (32,4 quilômetros por hora) a partir de 15 795 cavalos-vapor (11 614 quilowatts). Tinha uma autonomia de 2 590 milhas náuticas (4,8 mil quilômetros) a uma velocidade de dez nós (dezenove quilômetros por hora). Sua tripulação foi planejada para ser composta por 28 oficiais e 754 marinheiros, mas durante a Batalha de Tsushima haviam 928 tripulantes a bordo.
O armamento principal era composto por quatro canhões Padrão 1895 calibre 40 de 305 milímetros montados em duas torres de artilharia duplas, uma à vante e outra à ré da superestrutura. O armamento secundário tinha doze canhões Padrão 1892 montados em seis torres de artilharia duplas localizadas no convés superior. A defesa contra barcos torpedeiros era proporcionada por vinte canhões Padrão 1892 calibre 50 de 75 milímetros em casamatas nas laterais do casco e vinte canhões Hotchkiss de 47 milímetros espalhados pela superestrutura. Também haviam quatro tubos de torpedo de 381 milímetros, um na proa, um na popa e um em cada lateral. O cinturão de blindagem tinha 145 a 194 milímetros de espessura. A blindagem das torres de artilharia tinha uma espessura máxima de 254 milímetros, enquanto o convés tinha entre 25 a 51 milímetros. O convés blindado inferior de 38 milímetros se curvava para baixo e formava uma antepara antitorpedo.

## História

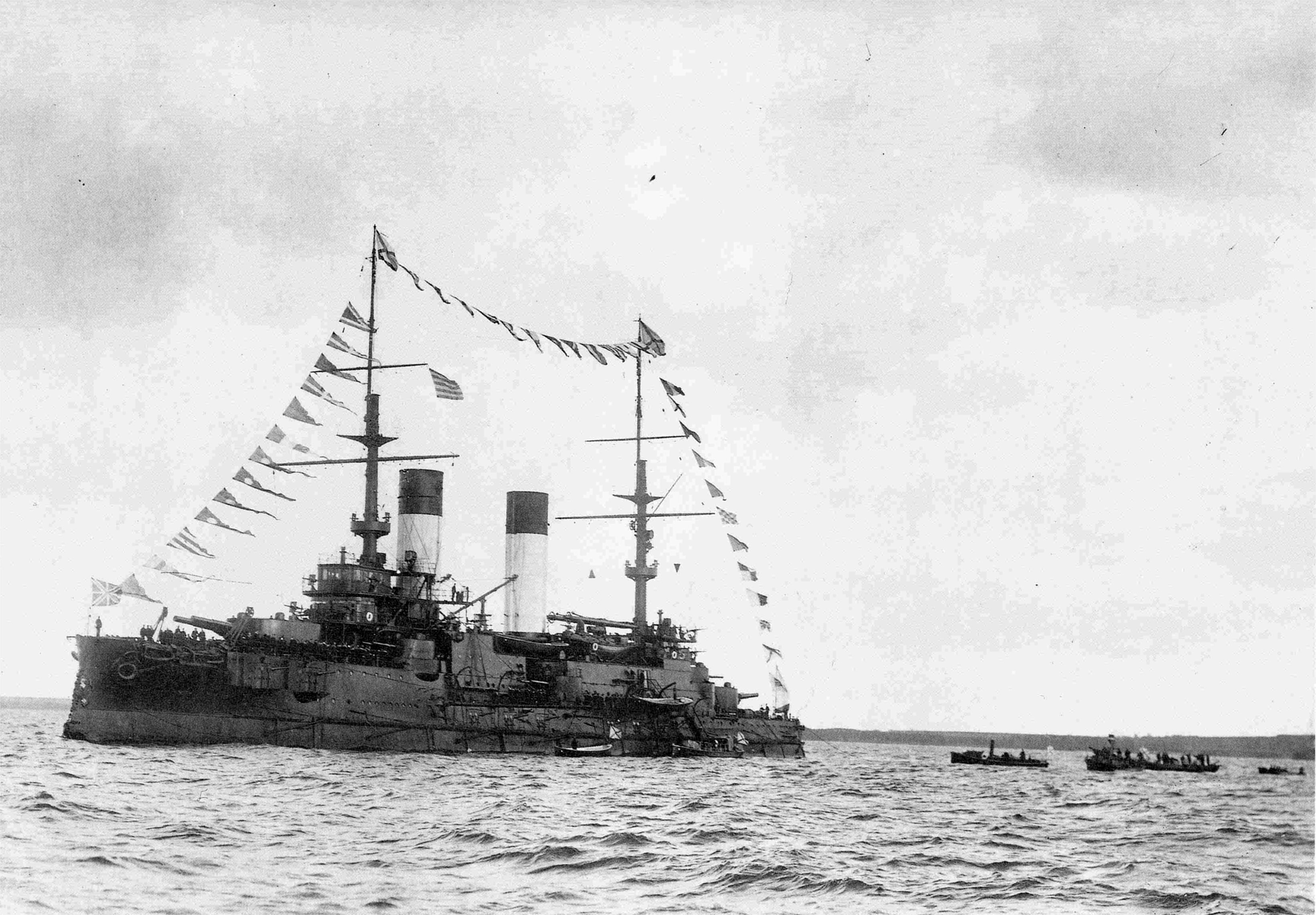
O Kniaz Suvorov em Reval em 26 de setembro de 1904

O Kniaz Suvorov foi nomeado em homenagem ao generalíssimo príncipe Alexander Suvorov. Sua construção começou em 10 de agosto de 1901 no Estaleiro do Báltico em São Petersburgo. O batimento de quilha cerimonial ocorreu em 8 de setembro, quando uma das placas foi colocada pelo general-almirante grão-duque Aleixo Alexandrovich. Foi lançado ao mar em 25 de setembro de 1902, evento testemunhado pelo imperador Nicolau II, pelo grão-duque Constantino Constantinovich e pelo rei Jorge I da Grécia. Foi finalizado em setembro de 1904, alguns meses depois do início da Guerra Russo-Japonesa, ao custo de 13 841 000 de rublos.
O Kniaz Suvorov deixou Libau em 15 de outubro de 1904 junto com outros navios da Segunda Esquadra do Pacífico em direção de Porto Artur, sendo a capitânia do vice-almirante Zinovi Rozhestvenski, o comandante da esquadra. Seu objetivo era reforçar a Primeira Esquadra do Pacífico em Porto Artur e quebrar o cerco japonês da cidade. Rozhestvenski recebeu antes de partir inúmeros relatos de agentes e barcos torpedeiros japoneses disfarçados de pesqueiros, assim ordenou alerta máximo depois de reabastecer no dia 7 em Skagen, na Dinamarca. A esquadra estava próxima de Dogger Bank na tarde do dia seguinte quando o navio de reparos Kamchatka relatou estar sob ataque de barcos torpedeiros no meio da chuva. Os navios encontraram traineiras britânicas quatro horas depois no meio da neblina e abriram fogo a uma curta distância. Uma das traineiras foi afundada e outras três danificadas, com vários pescadores sendo mortos ou feridos. Os couraçados também dispararam contra e danificaram os cruzadores Aurora e Dmitrii Donskoi no meio da confusão. O incidente deixou os britânicos enfurecidos e causou um incidente diplomático com o Reino Unido que quase levou a uma guerra antes da Rússia pedir desculpas e concordar em 29 de outubro a pagar reparações.
Os navios navegaram litoral oeste da África, ao redor do Cabo da Boa Esperança e chegando em 9 de janeiro de 1905 na ilha Nosy Be, ao noroeste de Madagascar, onde permaneceram pelos dois meses seguintes enquanto acordos de reabastecimento eram firmados. A esquadra descobriu durante este período que Porto Artur tinha sido capturada pelos japoneses, assim o destino final foi alterado para Vladivostok, o único outro porto russo no Extremo Oriente. As embarcações partiram em 16 de março para a Baía de Cam Ranh, na Indochina Francesa, chegando quase um mês depois e esperando pelos navios obsoletos da Terceira Esquadra do Pacífico, comandada pelo contra-almirante Nikolai Nebogatov. Estes chegaram em 9 de maio e todos partiram para Vladivostok no dia 14. Rozhestvenski reorganizou seus navios no caminho em três divisões, deixando o Kniaz Suvorov na vanguarda da primeira. Estima-se que o navio estava com 1,7 mil toneladas de sobrepeso com carvão e outros suprimentos, todos armazenados no alto e reduzindo sua estabilidade. O peso extra também submergiu seu cinturão de blindagem deixando apenas 1,4 metros do cinturão superior acima da linha de flutuação.

### Tsushima

Mapa da Batalha de Tsushima

Rozhestvenski decidiu seguir pela rota mais direta até Vladivostok através do Estreito de Tsushima, mas foi interceptado em 27 de maio pela Frota Combinada japonesa sob o comando do almirante Tōgō Heihachirō, levando à Batalha de Tsushima. Os russos estavam separados em três colunas ao entrarem no estreito, com a Segunda Divisão à esquerda e a Terceira para trás. Rozhestvenski deu ordens ao meio-dia, muito depois de terem sido avistados pelos japoneses, para que a Segunda Divisão formasse uma linha à ré da Primeira Divisão. Entretanto, sinaleiros mal treinados criaram confusão pela frota e a Terceira Divisão ficou atrás da Segunda, deixando a Primeira à direita da coluna principal, apesar de ainda na vanguarda. Rozhestvenski ainda estava tentando colocar seus navios na formação desejada quando a frota japonesa principal foi avistada pelos russos às 13h19min.
A localização repassada para Tōgō era incorreta e seus navios estavam fora de posição quando foram avistados pelos russos. Ele manobrou seus couraçados pela frente dos russos e então reverteu o curso para posicionar suas embarcações no flanco esquerdo da vanguarda inimiga. O Kniaz Suvorov abriu fogo contra a capitânia Mikasa às 14h05min a 5,8 quilômetros. O Mikasa disparou de volta depois dos japoneses terem finalizado sua manobra e logo eles dividiram seus disparos entre o Kniaz Suvorov e o couraçado Oslyabya, a capitânia da Segunda Divisão. O Kniaz Suvorov tinha sido incendiado até às 14h20min por acertos inimigos, enquanto quinze minutos depois estilhaços entraram em sua torre de comando, matando o timoneiro e ferindo Rozhestvenski e o capitão de 1ª patente Vasili Ignatius. Estilhaços de outro projétil feriram Rozhestvenski ainda mais, fazendo-o perder a consciência repetidas vezes. O fogo deixou a torre de comando inabitável pouco depois, forçando o couraçado a ser dirigido de uma posição auxiliar. Outro acerto por volta das 14h52min emperrou o equipamento de direção depois de uma virada de estibordo ter sido ordenada, fazendo o Kniaz Suvorov quase completar um círculo completo antes que pudesse ser controlado por meio de seus motores. Estilhaços de vários acertos destruíram as mangueiras de água e dificultaram o combate aos incêndios. Nesta altura sua segunda torre de artilharia tinha sido destruída por um explosão que arrancou seu teto, sua primeira chaminé tinha caído e seu mastro principal arrancado.
O Kniaz Suvorov nunca conseguiu voltar para sua posição na linha de batalha e foi atacado a curta distância pelo Mikasa, o couraçado Shikishima e cinco cruzadores entre 15h20min e 15h35min. O Mikasa e dois dos cruzadores lançaram um torpedo cada contra o navio russo, mas todos erraram. O cruzador desprotegido Chihaya lançou dois torpedos às 15h39min e reivindicou um acerto, mas não houve mudança na condição do Kniaz Suvorov. O navio japonês foi atingido acima da linha de flutuação por um projétil disparado pelo couraçado durante seu ataque. Um observador britânico a bordo do Azuma relatou por volta das 15h40min que o Kniaz Suvorov estava com parte da proa afundada, com um sério adernamento para bombordo e coberto por uma espessa fumaça cinza do castelo da proa ao mastro principal. A primeira torre de artilharia principal também estava incapacitada nesta altura, mas algumas armas menores ainda estavam disparando. Contratorpedeiros atacaram cinco minutos depois com torpedos lançados a uma distância de menos de 820 metros, mas todos erraram. O líder de flotilha foi acertado por um projétil de 75 milímetros que talvez tenha sido disparado pelo Kniaz Suvorov.
O couraçado ficou entre as duas frotas às 16h08min e foi atacado pela maioria dos navios japoneses. Observadores comentaram que ele parecia "um vulcão insular em erupção". O Mikasa lançou dois torpedos e o Shikihima um durante este período, mas erraram. O capitão William Pakenham, o observador da Marinha Real Britânica a bordo do couraçado Asahi, comentou que o navio russo foi atingido por volta das 16h30min por um projétil de 305 milímetros próximo da torre de artilharia secundária de ré que causou uma explosão e chamas de até quinze metros de altura. Três contratorpedeiros atacaram às 17h05min, com um torpedo acertando o Kniaz Suvorov. O navio imediatamente ficou com um adernamento de dez graus, mas sem indícios de que estava afundando. Um projétil acertou o contratorpedeiro Asagiri, mas sem infligir muitos danos.
O contratorpedeiro russo Buinii se aproximou do Kniaz Suvorov aproximadamente às 17h30min e embarcou oficiais feridos, incluindo Rozhestvenski, deixando um aspirante no comando. O navio continuou rumo sul a uma velocidade de quatro a cinco nós (7,4 a 9,3 quilômetros por hora) e foi atacado por vários cruzadores das 18h30min até a chegada de quatro barcos torpedeiros às 19h20min. Eles lançaram sete torpedos, dois ou três dos quais acertaram. É possível que um deles causou uma explosão em um dos depósitos de munição, pois uma fumaça amarela e preta foi avistada e o Kniaz Suvorov adernou ainda mais para bombordo antes de emborcar às 19h30min. Com exceção dos vinte oficiais resgatados pelo Buinii, não houve sobreviventes. O historiador naval britânico sir Julian Corbett escreveu sobre o navio: "Ele atirou enquanto tinha um canhão acima d'água e nenhum homem sobreviveu de toda a sua tripulação, cuja teimosa bravura palavra alguma pode fazer justiça. Se há imortalidade na memória naval, é dele e deles".